# 瘋痴狂
『瘋痴狂』（ふーちーくー）は人間椅子の13枚目のアルバム。
初回盤にはA4クリアケースが付属。2016年にはHQCDで再発された。

## 解説
アルバム・タイトルは英語圏の俗語“hoochie koo”（淫靡な踊り、酔っぱらい）、“hoochie coochie”（絶倫）をもじり、また漢字を当てたものである、ちなみに“hoochie koo”の由来は南米などで信仰されているヴードゥー教から。
アルバム全体を通してローチューンな楽曲が少ないためか、非常に明るく仕上がっている。だがレッド・ツェッペリンのような陽気な曲ばかりでなく、第1期キング・クリムゾンのようにヘヴィーなプログレッシヴ・ロックの曲や、彼らの王道ブラック・サバスのような曲もあり、バラエティに富んでいる。
ナカジマノブがドラマーとしては過去最多の3曲でボーカルをとっている。

## 収録曲
| 全編曲: 人間椅子。 |                        |           |              |       |
| #                  | タイトル               | 作詞      | 作曲         | 時間  |
| 1.                 | 「雷神」               | 和嶋慎治  | 鈴木研一     | 5:24  |
| 2.                 | 「二十一世紀の瘋痴狂」 | 和嶋慎治  | 和嶋慎治     | 6:00  |
| 3.                 | 「ロックンロール特急」 | 和嶋慎治  | 鈴木研一     | 5:27  |
| 4.                 | 「品川心中」           | 和嶋慎治  | 和嶋慎治     | 8:06  |
| 5.                 | 「青い衝動」           | 和嶋慎治  | 鈴木研一     | 2:46  |
| 6.                 | 「無慈悲なる青春」     | 和嶋慎治  | ナカジマノブ | 4:56  |
| 7.                 | 「不惑の路」           | 鈴木研一  | 鈴木研一     | 5:39  |
| 8.                 | 「山椒魚」             | 和嶋慎治  | 和嶋慎治     | 7:29  |
| 9.                 | 「恐怖!!ふじつぼ人間」 | 鈴木研一  | 鈴木研一     | 3:10  |
| 10.                | 「孤立無援の思想」     | 和嶋慎治  | 和嶋慎治     | 6:47  |
| 11.                | 「暗黒星雲」           | 和嶋慎治  | 鈴木研一     | 7:07  |
| 12.                | 「幻色の孤島」         | 和嶋慎治  | 和嶋慎治     | 8:40  |
| 合計時間:          | 合計時間:              | 合計時間: | 合計時間:    | 71:31 |

## 演奏者
- 和嶋慎治 - ギター、ボーカル
- 鈴木研一 - ベース、ボーカル
- ナカジマノブ - ドラムス、ボーカル